# Морские львы (роман)
Морские львы (англ. The Sea Lions; Or, The Lost Sealers) — роман Джеймса Фенимора Купера, впервые опубликованный в 1849 году. Роман повествует о двух китобойных судах, застрявших среди антарктических льдов. У. Гейтс описал роман, как вдохновлённый рассказом Чарльза Уилкса об исследовательской экспедиции Соединённых Штатов 1838—1842 годов.
Герман Мелвилл рецензировал роман в 1849 году для журнала «The Literary World» Он, похвалив журнал, сосредоточился на действии романа, сказав «В целом, мы горячо рекомендуем „морских львов“; и даже те, кто [читает] больше для моды, чем ради чего-либо ещё, и присоединился к критике нашего национального романиста, эту работу, возможно, признает одного из его самых лучших».